# Doissin
Doissin ist eine französische Gemeinde mit 879 Einwohnern (Stand: 1. Januar 2022) im Département Isère in der Region Auvergne-Rhône-Alpes; sie gehört administrativ zum Arrondissement La Tour-du-Pin und ist Teil des Kantons Le Grand-Lemps. Die Einwohner werden Doissinois genannt.

## Geografie
Doissin befindet sich etwa 54 Kilometer ostsüdöstlich von Lyon. An der westlichen Gemeindegrenze verläuft das Flüsschen Hien. Umgeben wird Doissin von den Nachbargemeinden Montagnieu im Norden und Nordosten, Chélieu im Osten und Nordosten, Val-de-Virieu und Panissage im Osten, Blandin im Süden und Südosten, Montrevel im Süden und Südwesten, Biol im Westen sowie Torchefelon im Westen und Nordwesten.

## Bevölkerungsentwicklung
| Jahr      | 1962 | 1968 | 1975 | 1982 | 1990 | 1999 | 2006 | 2018 |
| --------- | ---- | ---- | ---- | ---- | ---- | ---- | ---- | ---- |
| Einwohner | 434  | 406  | 394  | 461  | 581  | 616  | 767  | 875  |

Quellen: Cassini und INSEE

## Sehenswürdigkeiten

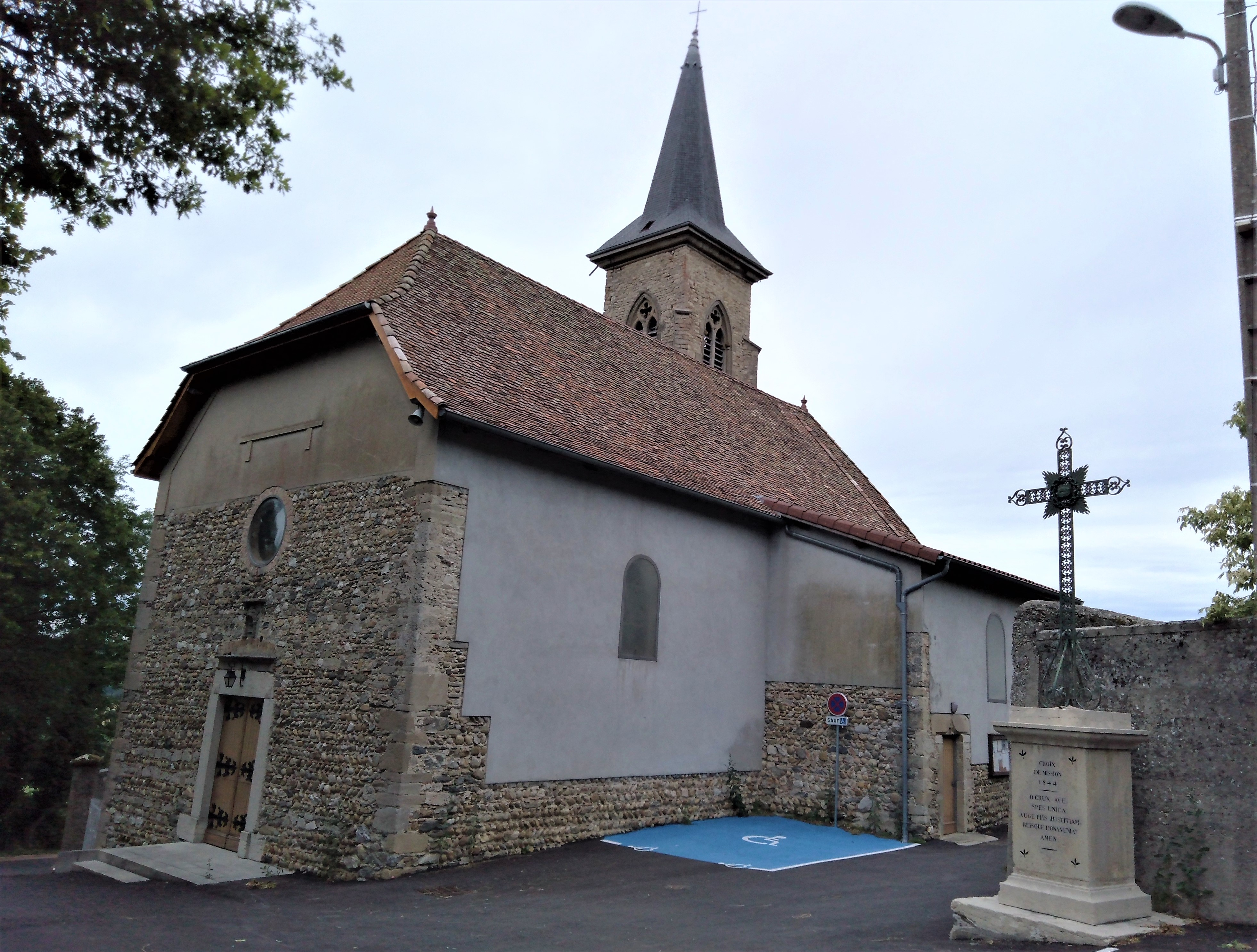
Kirche Saint-Martin

- Kirche Saint-Martin
- alte Ziegelei Bertrand